# جبهة التحرير الوطني - البحرين
جبهة التحرير الوطني البحريني هو حزب ماركسي لينيني سري في البحرين. تأسس في 15 فبراير 1955 وهو الحزب اليساري الأول في منطقة الخليج العربي. من بين الأعضاء المؤسسين حسن نظام (1922-1958) الذي قتل في طهران في عام 1958 من قبل السافاك حيث كان أيضا شخصية إقليمية رائدة في حزب توده الإيراني في محافظة خوزستان تحت اسم حسن درود وإريك منصوريان الذين لقى حتفه في عبادان بعد عودته إلى إيران في عام 1964 وحسن محمد صالح (1926-2000) الذي عانى منذ أوائل عقد 1960 من حالة خلل عقلي مزمن نتيجة التعذيب الشديد وعلي مدن (1932-1995) وأحمد الذوادي وسيف بن علي (1937-2006) وعلي عبد الله دويغر (ولد في 1930).
ترأس جبهة التحرير الوطني في عقدي 1960 و1970 سيف بن علي بمساعدة من يوسف العجاجي (مواليد 1939) وعبد الله راشد البنعلي (مواليد 1935) الذين لعبوا دورا رئيسيا في حدثين رئيسيين وهما: انتفاضة مارس عام 1965 عندما واجهت القوى الوطنية الاستعمار البريطاني والحركة العمالية في أوائل عقد 1970. الحدث الأول أدى في نهاية المطاف إلى استقلال البحرين عن بريطانيا في عام 1971 أما الحدث الثاني فقد سرع على نحو كبير المناخ السياسي لظهور أول برلمان في تاريخ الجزيرة والدستور الأول (دستور 1973).
في النصف الأول من عقد 1970 كانت جبهة التحرير الوطني القوة السياسية الرئيسية في البلاد وعقب الانتخابات البرلمانية 1974 نجحوا في الحصول على ثمانية مقاعد في أول مجلس وطني في البحرين أي خمس المجلس (ثلاثون منتخبين وأربعة عشر معينين). في عام 1976 تم حل المجلس الوطني وعلق العمل بالدستور. تم قمع جبهة التحرير الوطني بقسوة من قبل النظام ونفي العديد من النشطاء والقادة. جاء الهجوم أشد في منتصف عقد 1980 وتحديدا في عام 1986 باتخاذ السلطات قرار سحق جبهة التحرير الوطني. تقريبا انهارت المنظمة السرية بشكل كامل وقتل بعض أعضائها تحت وطأة التعذيب وحكم على عدد كبير منهم بالسجن لفترات طويلة بعد اعترافات كاذبة وغير قانونية.
على الرغم من الظروف السياسية غير المسبوقة التي واجهها النشطاء الباقين على قيد الحياة من جبهة التحرير الوطني فإن حفنة منهم استمروا نشطين بطرق مختلفة. يمكن للمرء أن يرى بصماتهم على أحداث عقد 1990 المسمى «الانتفاضة التسعينية».
في أوائل عقد 2000 بعد تغيير معقول في سياسة النظام فقد سمح للقادة المنفيين بالعودة إلى البحرين والعمل سياسيا. قبل انتخابات عام 2002 فإن بعض العناصر التابعة لجبهة التحرير الوطني بالتعاون مع ناشطين مستقلين آخرين (يساريين وليبراليين) أطلقوا هيئة سياسية قانونية بموجب القانون الجديد الذي ينظم تأسيس الجمعيات السياسية. بهذه الطريقة تأسست جمعية المنبر الديمقراطي التقدمي كمنظمة سياسية تقدمية يسارية ولكن ليس كبديل لجبهة التحرير الوطني. منذ ذلك الحين حلت الجمعية مكان الجبهة. علاوة على ذلك لم تصدر أي بيان من جبهة التحرير الوطني التي لم يعد لها أي وجود. الحقيقة هي أن جبهة التحرير الوطني ما زالت قائمة على الرغم من أنها غير قانونية وغير نشطة علنا بسبب فترة التحول الحساسة التي مرت بها البحرين.
بين عامي 2002 و2006 تم انتخاب ثلاثة أعضاء من جبهة التحرير الوطني وجمعية المنبر الديمقراطي التقدمي في مجلس النواب بما في ذلك نائب الرئيس عبد الهادي مرهون. ومع ذلك فقد فقدوا كل مقاعدهم في انتخابات عام 2006 عندما فازت القوى السنية والشيعية «الإسلامية» بأغلب المقاعد.